# Vol Voepass 2283
Le 9 août 2024, l'ATR 72 effectuant le vol Voepass 2283, un vol intérieur régulier de la compagnie brésilienne Voepass Linhas Aéreas reliant Cascavel à São Paulo, au Brésil, s'écrase à Vinhedo, dans l'État de São Paulo, à 13 h 25, heure du Brésil (16 h 25 UTC). Les 62 personnes à bord (58 passagers et 4 membres d'équipage) périssent toutes dans l'accident.

## Contexte

### Avion

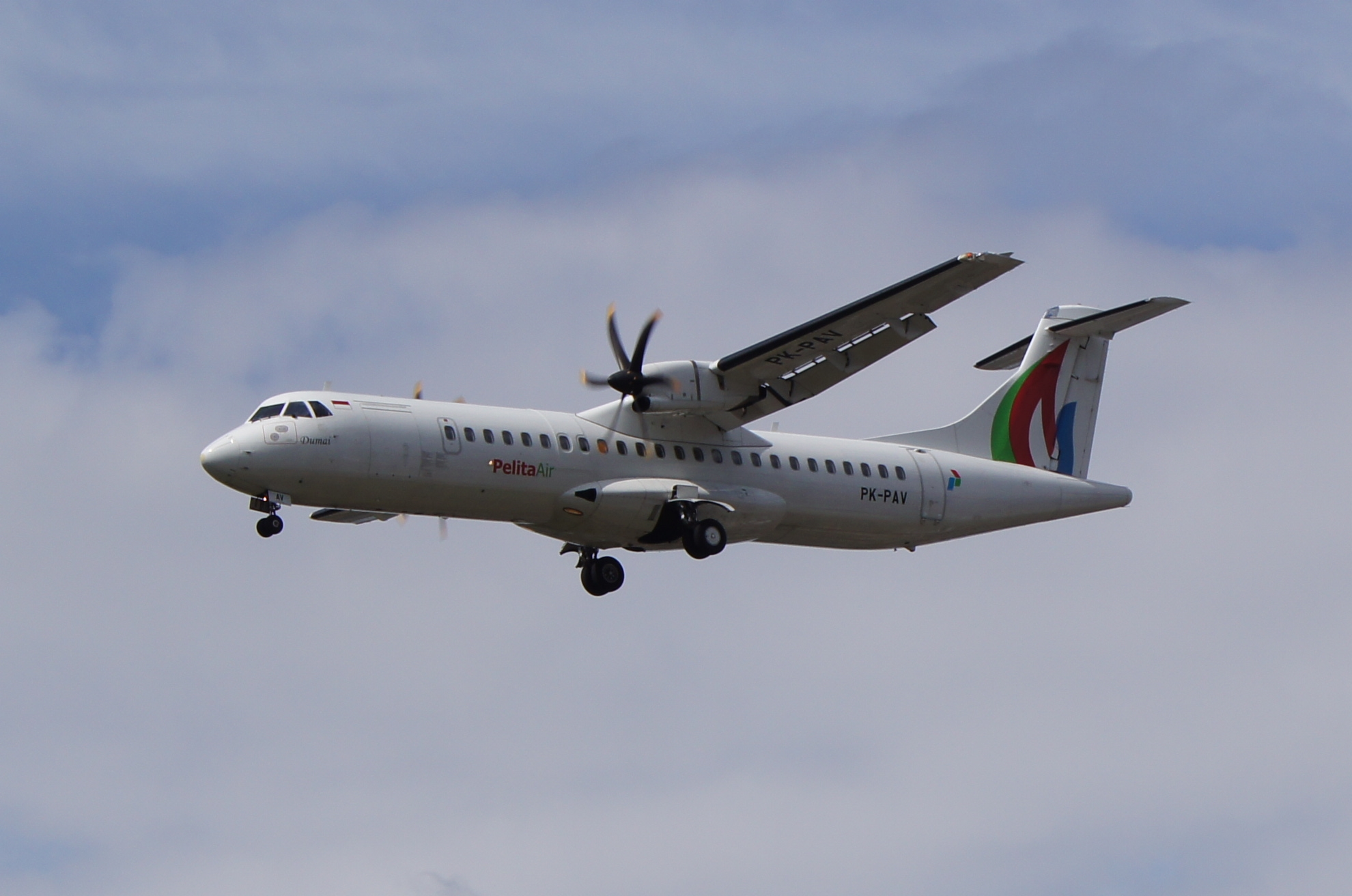
L'ATR 72 impliqué dans l'accident, alors en service pour Pelita Air Service, photographié en février 2017.

L'appareil impliqué est un ATR 72-500, un bimoteur à turbopropulseur immatriculé PS-VPB (numéro de série 908), assemblé en 2010 et équipé de deux moteurs Pratt & Whitney Canada PW127M,,. Il a été acquis par Voepass Linhas Aéreas en septembre 2022 auprès de la compagnie indonésienne Pelita Air Service. Il totalise 17 359 heures de vol et 9 593 cycles (décollage/atterrissage) au moment de l'accident.

### Équipage et passagers
Le commandant de bord est Danilo Santos Romano (35 ans), et son copilote est Humberto Alencar e Silva (61 ans). Les deux hôtesses de l'air présentes en cabine sont Débora Soper Ávila (28 ans) et Rubia Silva de Lima (41 ans).
Les 58 passagers et 4 membres d'équipage à bord sont tous de nationalité brésilienne. Trois passagers ont la double nationalité vénézuélienne, tandis qu'un autre a la double nationalité portugaise. Vingt-sept passagers sont des résidents de Cascavel.
Parmi les victimes figurent huit médecins, dont six oncologues qui se rendaient à une conférence sur le cancer à São Paulo, quatre professeurs de l'Université d'État du Paraná occidental (en), deux membres du personnel de l'université technologique fédérale du Paraná et deux enfants. Au moins 10 passagers munis d'un billet n'ont pas pu monter à bord de l'avion, parce qu'ils attendaient à la mauvaise porte d'embarquement.

## Déroulement de l'accident
L'accident a lieu à 13 h 25, heure du Brésil, soit 18 h 25, heure de Paris. Jusqu'à 13 h 20, le vol 2283, parti de l'aéroport de Cascavel (CAC) et qui doit rejoindre l'aéroport de São Paulo/Guarulhos (GRU), se déroule normalement et l'avion vole à une altitude de 17 000 pieds (5 181 mètres). Une « alerte au givrage sévère » est en cours dans la zone traversée par l'appareil, « entre 3 657 mètres et 6 400 mètres d’altitude », avec des orages et de la turbulence. Une minute plus tard, l'appareil ne répond plus aux appels par radio, ni n'émet de message de détresse et le contact radar est perdu à 13 h 22. L'avion s'écrase dans le quartier résidentiel de Capela, dans la commune de Vinhedo, à 80 km au nord de São Paulo,.  
La chaîne d'information brésilienne GloboNews diffuse des vidéos montrant l'avion avant son crash, tombant verticalement, dans une vrille plate, et le site de l'accident, une vaste zone en feu avec de la fumée provenant des restes du fuselage de l'avion. Les témoins racontent la violence du choc, qui provoque également des dégâts aux habitations. Ils disent avoir vu l'avion chuter en tournoyant sur lui-même. Les boîtes noires ont pu être récupérées et, Globo indique avoir eu accès à l'enregistrement CVR dans lequel le copilote aurait remarqué une anomalie liée à une perte rapide d'altitude environ 60 secondes avant l'impact et demandé une augmentation de la poussée. Le bruit des moteurs aurait persisté jusqu'à l'impact et aucune alarme n'aurait retenti.    
Il n'y a aucun survivant parmi les 62 personnes à bord, : les 58 passagers et 4 membres d'équipage sont morts dans l'accident,.

## Causes
Une enquête est ouverte par le Centre d'enquêtes et de prévention des accidents aéronautiques du Brésil (Cenipa). Elle fait notamment appel à des techniciens spécialistes des catastrophes aériennes et de l'identification des victimes, dont cinq enquêteurs du Bureau d'enquêtes et d'analyses pour la sécurité de l'aviation civile (BEA)  français. La boîte noire, retrouvée intacte, est analysée et un rapport est prévu sous trente jours. 
Au lendemain du crash, les experts en sécurité aérienne émettent l'hypothèse que l'accumulation de glace pourrait être l'un des facteurs en cause dans l'accident, tout en déclarant qu'il est trop tôt pour tirer des conclusions.  Le directeur des opérations de Voepass, Marcel Moura, reconnaît que « l'ATR [...] a une sensibilité légèrement plus grande à la situation de gel. Donc, l'hypothèse [du gel] n'est pas exclue ». Le PDG de Voepass, Eduardo Busch, précise toutefois qu'« au moment du décollage, le système antigivre était entièrement fonctionnel ».

## Réactions
En déplacement à Itajaí, dans le sud du pays, le président Lula demande l'observation d'une minute de silence en hommage aux victimes : « Je dois être porteur d'une très mauvaise nouvelle et j'aimerais que tout le monde se lève pour que l'on observe une minute de silence car un avion vient de s'écraser dans la ville de Vinhedo de São Paulo avec 58 passagers et 4 membres d'équipage et il semble que tous sont morts »,. 
Le constructeur aérien ATR exprime également ses condoléances aux familles des victimes.